# Trivial.117
Trivial.117 je računalni virus otkriven 13. srpnja 2003. Zaražava računala koja rade pod operativnim sustavom Microsoft Windows (Windows 3.x, Windows 95, Windows 98).

## Opis
Kada se Trivial.117 aktivira, zaražava prvih 10 .com datoteka u trenutnoj mapi (folder) tako što prvih 117 bajtova datoteke zamijeni sobom.